# Hokowhitu
Hokowhitu est une banlieue riveraine de la cité de Palmerston North, dans l’île du Nord de la Nouvelle-Zélande où les valeurs des propriétés sont parmi les plus élevées de la ville.

## Histoire
Le Palmerston North Teachers's College fut construit dans la localité de Hokowhitu dans les années 1960.
L’Université Massey a pris en charge le collège en 2009.
La Force de Défense de Nouvelle-Zélande commença à utiliser certains des bâtiments en 2011.
L'université relocalisa le campus en 2013 et vendit le terrain en 2016.
Au moment de la vente, le terrain comprenait 20 bâtiments dont des bureaux, des salles d’enseignement, une bibliothèque, un marae et des installations sportives.
Le site commence à être réaménagé en logements en 2018.

## Installations locales
Le Hokowhitu Lagoon (en), la Caccia Birch House (en), la Jickell Street Reserve et le terrain de golf de Manawatu sont situés près de l’ancien campus d'enseignement.
Le parc Wallace, siège du Ruahine Association Football Club et des écoles locales de cricket, se trouve à proximité.
D’autres caractéristiques locales sont : le domaine de Hokowhitu, la réserve de Crewe Crescent, la réserve de Franklin, le parc de Fitzroy Bend, le parc et l'aire de jeux de Milverton, le ruisseau et la réserve d'Awatea, le Hardie St Parc et la réserve de Centennial Drive.

## Gouvernance locale
Hokowhitu fait partie des circonscriptions électorales de Palmerston North et de Te Tai Hauāuru (en).
Jusqu’en 2013, elle disposait de ses propres conseillers de quartier au sein du conseil municipal de Palmerston north (en).

## Démographie
La banlieue de Hokowhitu couvre 5,28 km2 et a une population estimée à 11 730 habitants en juin 2024 avec une densité de  population de 2 260 personnes par km2.

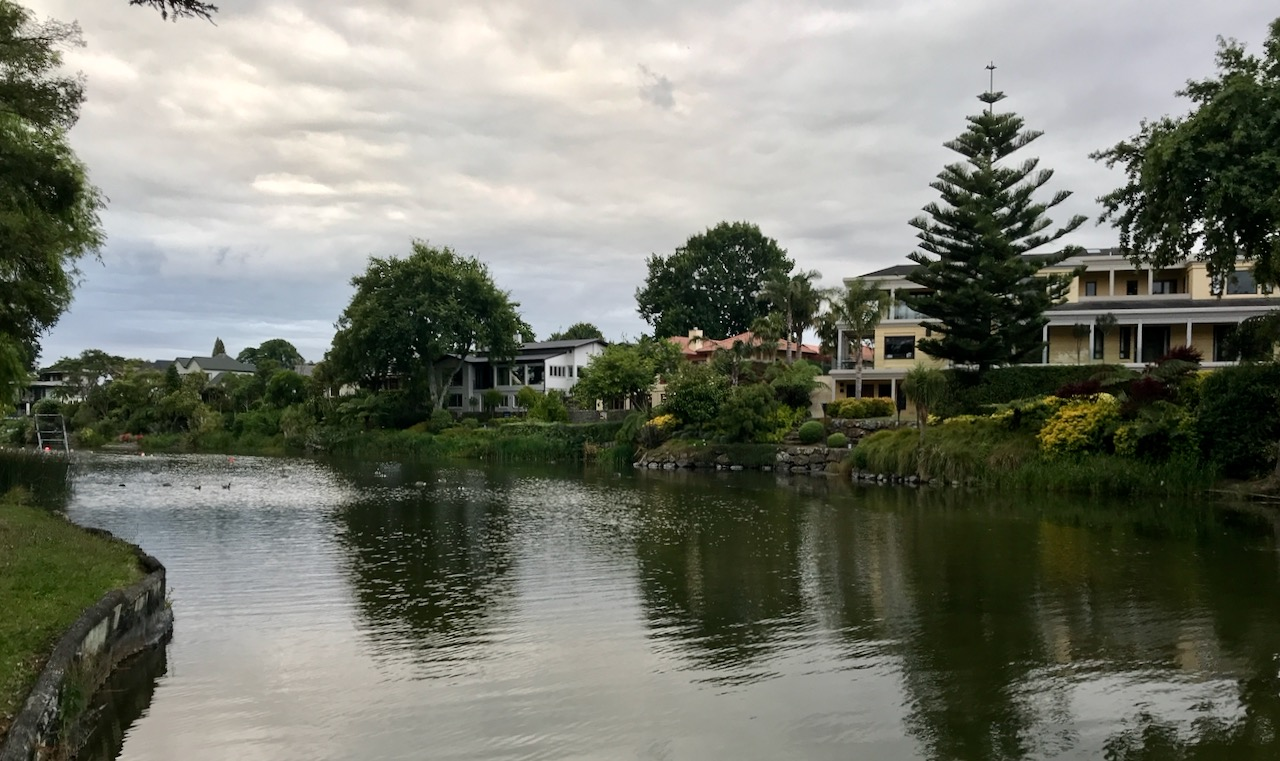
Lagon de Hokowhitu

La localité de Hokowhitu avait une population de 10 950 personnes lors du recensement néo-zélandais de 2018, en augmentation de 315 personnes (3,0 %) depuis le recensement néo-zélandais de 2013, et une augmentation de 99 personnes (3,8 %) depuis le 2006 census.
Il y avait 4 113 logements comprenant : 5 232 hommeset 5 712 femmes, donnant un sexe-ratio de 0,92 homme  pour une femme, avec 1 830 personnes (16,7 %) âgées de moins de 15 ans, 2 838 personnes (25,9 %) âgées de 15 à 29, 4 557 personnes (41,6 %) âgées de 30 à 64 ans, et 1 725 personnes (15,8 %) âgées de 65 ou plus.
L’ethnicité était pour 77,5 % européenne/Pakeha, 11,8 % maorie, 3,0 % de personnes du Pacifique (en), 15,3 % d’origine asiatique (en), et 3,3 % d’une autre ethnicité.
Les personnes peuvent s’identifier de plus d’une ethnicité en fonction de l’origine de leurs parents.
Le pourcentage de personnes nées outre-mer était pour 26,7 % comparé avec 27,1 % au niveau national.
Bien que certaines personnes choisissent de ne pas répondre aux questions sur leur affiliation religieuse, 47,8 % n’ont aucune religion, 38,5 % sont chrétiennes (en), 0,6 % ont des croyances religieuses maories (en), 1,9 % sont hindouistes (en), 1,4 % sont musulmanes, 1,7 % sont bouddhistes (en) et 1,9 % ont une autre religion.
Parmi les personnes d’au moins 15 ans d’âge, 3 138 personnes (34,4 %) ont un niveau de licence ou un degré supérieur et 942 personnes (10,3 %) n’ont aucune qualification formelle.
1 920 personnes (21,1 %)  gagnent plus de 70 000 $ comparée aux 17,2 % au niveau national.
Le statut d’emploi de ceux de plus de 15 ans était pour 4 197 personnes (46,0 %) à plein temps, 1 521 personnes (16,7 %) sont à mi temps et 399 personnes (4,4 %) sont sans emploi .
| Nom               | surface (km2) | Population | Densité (par km2) | logements | âge médian | revenu médian |
| ----------------- | ------------- | ---------- | ----------------- | --------- | ---------- | ------------- |
| Milverton         | 0,56          | 1 950      | 3 842             | 666       | 25,0 ans   | 20 100 $.     |
| Hokowhitu Central | 0,91          | 2 343      | 2 575             | 921       | 44,6 ans   | 37 300 $.     |
| Hokowhitu East    | 1,24          | 3 111      | 2 509             | 1 173     | 37,1 ans   | 36 400 $.     |
| Ruahine           | 1,58          | 1 566      | 991               | 642       | 48,6 ans   | 42 400 $.     |
| Hokowhitu South   | 0,90          | 1 980      | 2 200             | 711       | 33,2 ans   | 30 700 $.     |
| Nouvelle-Zélande  |               |            |                   |           | 37,4 ans   | 31 800 $      |

## Éducation

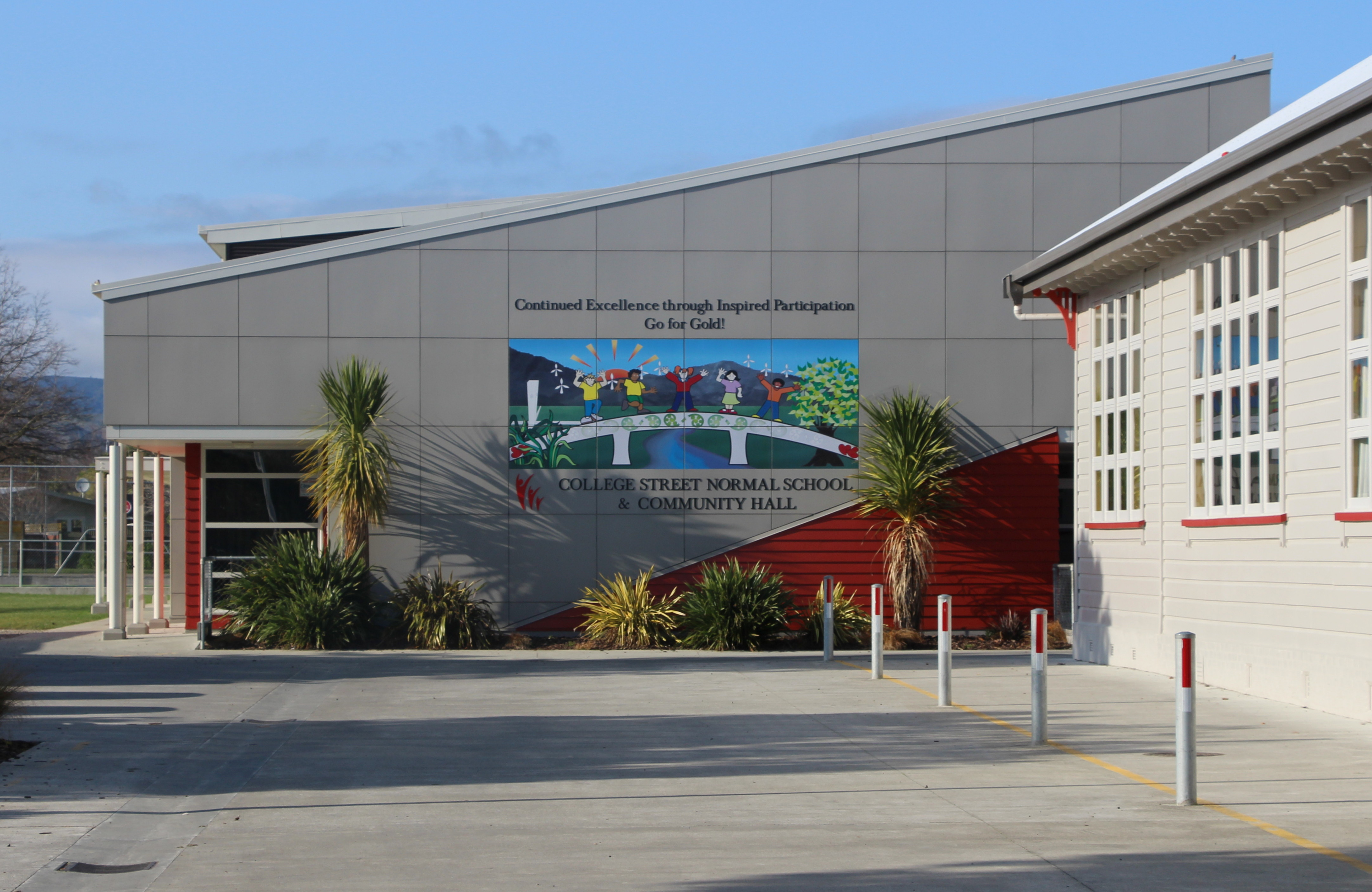
École normale de College Street

Hokowhitu a trois écoles primaires publiques mixtes :
- Hokowhitu School au nord[12],[13] avec un effectif de 404 élèves[14] ;
- Collège de Street Normal School à l’ouest[15],[16] avec un effectif de  671 élèves[17] ;
- l’école Winchester à l’est[18],[19] avec un effectif de 376 élèves[20] ;

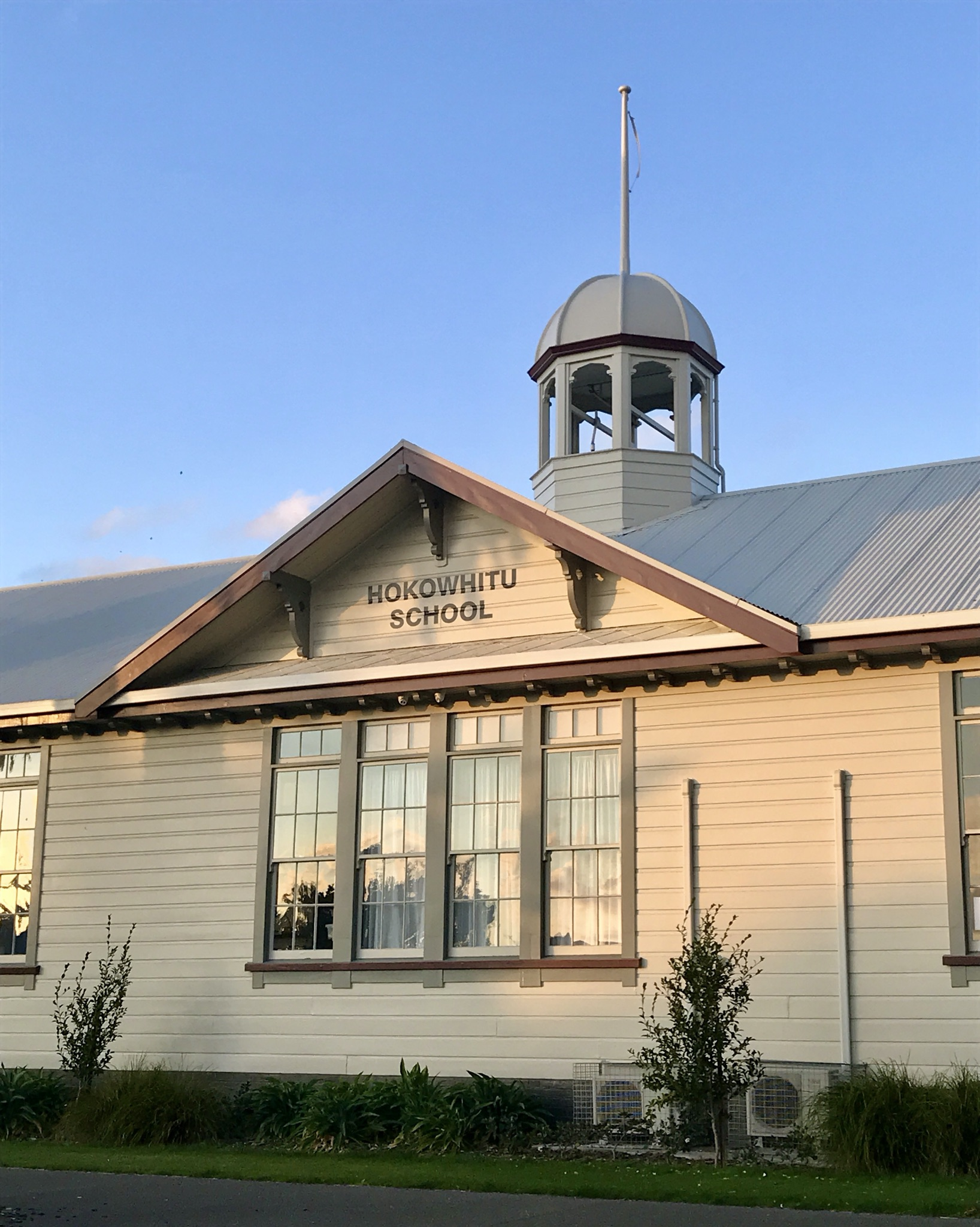
école d'Hokawiku

- l’école St James, une école primaire, mixte, catholique intégrée au publique, localisée au sud de l’école de Hokowhitu[21],[22] a un effectif de  184 élèves[23] ;
- l'école Manukura est une école mixte destinée à accueillir les élèves des années 9 à 13. Elle était à l’origine basée dans l’ancien campus de l’Université Massey[24],[25], [26].